# Saek (taal)
Saek is een taal die gesproken wordt door ongeveer 25.000 mensen in een aantal dorpjes in Laos en in een deel van Nakhon Phanom in het noordoosten van Thailand. Het Saek hoort bij de Kra-Daitalen. 
De taal wordt gesproken door de Saek.
Het Saek is langzaamaan het uitsterven, mede door de jongere generatie die vaak de handelstalen Lao of Isan spreekt.